# Wilhelm Ernst von Zedlitz-Neukirch
Wilhelm Ernst von Zedlitz-Neukirch (* 13. Februar 1848; † 11. Mai 1923) war ein deutscher Verwaltungsjurist und Rittergutsbesitzer.

## Herkunft
Er entstammt dem  alten schlesischen Adelsgeschlechts Zedlitz, der Speziallinie Neukirch. Seine Eltern waren der Freiherr Wilhelm von Zedlitz-Neukirch (* 30. September 1811; † 25. November 1880) und dessen zweite Ehefrau Bertha Dorothea Klotilde Wilhelmine von Unruh (* 6. März 1822; † 17. August 1857) aus dem Haus Nieder-Großenbohrau. Sein Vater war Major a. D., Landschaftsdirektor sowie Mitglied des Herrenhauses auf Lebenszeit.

## Leben
Wilhelm von Zedlitz studierte Rechtswissenschaft an der Ruprecht-Karls-Universität Heidelberg und der Friedrichs-Universität Halle. 1866 wurde er Mitglied des Corps Saxo-Borussia Heidelberg. 1868 schloss er sich auch dem Corps Guestphalia Halle an.
Nach Abschluss des Studiums trat er in den preußischen Staatsdienst. Von 1896 bis 1903 war er Landrat des Kreises Schönau. Er war Geh. Regierungsrat und Landesältester und besaß das Rittergut Hermannswaldau im Regierungsbezirk Liegnitz. Er gehörte dem Preußischen Herrenhaus an.
Bis 1919 amtierte Zedlitz auch als Präses der Provinzialsynode in der Kirchenprovinz Schlesien der Evangelischen Kirche der altpreußischen Union.

## Familie
Er heiratete am 21. November 1878 in Hermsdorf  Magdalene von Erdmannsdorff. Das Paar hatte mehrere Kinder:
- Eleonore (* 7. September 1879; † 25. Mai 1927)
- Wilhelm (* 23. September 1880; † 27. Februar 1916)
- Georg (* 24. August 1883; † 19. Dezember 1918) ⚭ 1915 Dora Wanda Klara Else von Schweinitz (* 11. Mai 1885; † 5. März 1981)
- Barbara (* 29. August 1885; † 27. April 1900)
- Heinrich (* 7. Juli 1893; † 2. Oktober 1914)